# Caripeta nigraria
Caripeta nigraria är en fjärilsart som beskrevs av Forbes 1924. Caripeta nigraria ingår i släktet Caripeta och familjen mätare. Inga underarter finns listade i Catalogue of Life.